# Otacilia zebra
Otacilia zebra là một loài nhện trong họ Phrurolithidae.
Loài này thuộc chi Otacilia. Otacilia zebra được Christa L. Deeleman-Reinhold miêu tả năm 2001.